# Oranjekoeke
Oranjekoeke (česky pomerančový nebo též oranžový koláč) je typická specialita Fríska. Tento dezert byl původně pečen při zvláštních příležitostech, jako jsou například svatby, ale dnes je již výrobkem běžně podávaným k čaji nebo kávě.

## Ingredience
Za své jméno vděčí tenkým kouskům kandované oranžové pomerančové kůry, která se přidává do těsta. Dalšími základními přísadami těsta jsou mouka (dnes pšeničná, dříve i žitná), máslo, cukr krupice, kypřící prášek (potaš – uhličitan draselný), voda, koření a sůl. Některé recepty zahrnují i med, vejce či kukuřičný škrob. Jako koření pro Oranjekoeke je nejčastěji používán anýz, muškátový oříšek, skořice nebo zázvor.

## Historie
Historicky měl každý pekař svůj recept, často regionální recept, který se předával z otce na syna. Především v oblasti fríských lesů (Friese Wouden) přidávali pekaři do těsta hlavně anýz. V severozápadním Frísku se přidávalo více skořice a v ostatních částech Fríska pak zázvor. Dezert má tedy historicky více variant. Obdobně je tomu i u dalších fríských pekařských/cukrářských specialit jako je keallepoat, sûkerlatte, kruidkoek a spekkoek.
V roce 2014 vydala nizozemská (fríská) fotografka Tryntsje Nauta knihu s názvem Oranjekoek (ISBN 9789056153373; Bornmeer), ve které zachytila oranjekoek od každého z 93 fríských pekařů, kteří jej vyrábějí.

## Vzhled a výroba
V současné době bývá hotové těsto nejčastěji pečeno na obdélníkovém plechu. Z těsta jsou vyváleny dvě stejně velké placky. První se položí na pečicí plech, dobře se urovná, potře se mandlovou pastou, která se také dobře uhladí a na ni se položí a urovná druhá placka z těsta. Těsto se peče v předehřáté troubě, v závislosti na konkrétním receptu, při teplotách od cca 160 °C (45 minut) až do cca 200 °C (20 minut). Upečený dort se na vrchu zdobí růžovou cukrovou polevou, šlehačkou, čerstvým nebo kandovaným ovocem či čokoládou.
V různých souvislostech s královskou rodinou (například oslavy Královnina dne) se někdy růžová poleva nahrazuje oranžovou, protože tato barva je symbolem jak královské rodiny, tak celého Nizozemska. Jak bylo uvedeno výše, název dezertu je ale odvozen od pomerančové kůry.
Dezert samotný má dlouhou trvanlivost, což ale neplatí o jeho zdobení, především o šlehačce a čerstvém ovoci.